# Stamento
Si chiamava stamento (catalano: Estament; spagnolo: Estamento; sardo: Istamentu), o braccio (catalano: Braç), ciascuna delle componenti del parlamento del Regno di Sardegna sino alla fusione perfetta (1847), quando con l'emanazione dello Statuto albertino fu istituito il parlamento subalpino.
Quando il parlamento si riuniva in sessione plenaria, le sue componenti assumevano la denominazione di bracci, mentre quando si riunivano separatamente si chiamavano, appunto,  stamenti.

## Storia
Il Parlamento fu istituito a Cagliari da Pietro il Cerimonioso il 15 febbraio 1355.
Dopo la pacificazione dell'isola, fu convocato ogni dieci anni circa fino a quando il regno di Sardegna fece parte della Corona d'Aragona prima e della Corona di Spagna poi; quando re di Sardegna divennero i Savoia non fu più convocato.
Nel 1793, in conseguenza dello sbarco dei soldati della repubblica francese uscita dalla rivoluzione, lo stamento militare si autoconvocò, in base ad un antico privilegio, per approntare le difese. Successivamente si riunirono anche gli altri due bracci.
La riunione degli stamenti dopo circa un secolo accese di speranze la popolazione, che rivolse numerosissime petizioni. Essi decisero però di dedicarsi solo alla difesa del regno, rinviando l'amministrazione a quando sarebbe stato convocato un regolare parlamento.
In conseguenza della riuscita della guerra (la Sardegna rimase l'unico avamposto d'Europa a non essere invaso da Napoleone, insieme all'Inghilterra, la Sicilia e la Russia), gli stamenti rivolsero al sovrano le famose cinque domande con cui cercarono d'instaurare un rapporto più rappresentativo, fra cui appunto la convocazione del parlamento ogni dieci anni. Nonostante le generose ricompense onorifiche a chi si era distinto nella difesa, le domande rimasero del tutto inascoltate.

## Composizione
Come in molti regni dell'Ancien régime, quali gli Stati generali della Francia sino alla Rivoluzione, il parlamento esprimeva una rappresentatività virtuale. Esso era articolato in tre bracci: stamento militare, stamento ecclesiastico e stamento reale. I loro componenti si chiamavano "voci".
Lo stamento ecclesiastico, che costituiva il primo braccio per il cerimoniale, era composto dal clero: ne facevano parte infatti i tre arcivescovi sardi, i vescovi, gli abati, i priori ed i rappresentanti dei capitoli. La "prima voce", ossia il presidente, era l'arcivescovo di Cagliari.
Lo stamento militare era composto dai cavalieri, dai nobili e dai feudatari, che inizialmente erano tre categorie distinte e concettualmente lo rimasero, anche se col tempo tesero a coincidere: già dal XVII secolo tutti i feudatari erano anche nobili e (tranne che non fossero donne) cavalieri e quasi tutti i nobili erano anche cavalieri, tuttavia restavano diversi cavalieri non nobili e molti nobili non feudatari. Prima voce dello stamento militare era il feudatario presente col titolo più alto ed a parità di rango quello col titolo più antico: di fatto coloro che più spesso ricoprirono questo ruolo furono il marchese di Villasòr ed il marchese di Làconi; altre volte il marchese di Soléminis (nell'ultimo parlamento, nel 1698), il marchese di Villarìos (nell'autoconvocazione del 1793), il marchese d'Albis.
Lo stamento civile, o reale, era composto dai rappresentanti delle sette città regie (ossia senza feudatario), detti sindaci: Alghero, Bosa, Cagliari, Castellaragonese (oggi Castelsardo), Iglesias, Oristano e Sassari. Questi rappresentanti erano eletti dal ristretto novero dei cittadini e per legge non potevano essere nobili (per evitare conflitti d'interesse con gli altri stamenti o sovra-rappresentatività delle persone), anche se spesso furono fatte eccezioni per le città più piccole dove la scelta era veramente ristretta. La prima voce dello stamento reale era il sindaco di Cagliari.
Nel primo parlamento, del 1355, in aggiunta ai tre bracci tipici ve n'era un quarto che rappresentava le comunità non infeudate, che in quel momento erano ancora numerose.

## Compiti
Il parlamento era convocato ogni dieci anni circa ed aveva il compito di rappresentare il regno, dibattendo problemi ed esprimendo proposte di provvedimenti d'interesse generale. Inoltre aveva il non trascurabile compito di votare il donativo, ossia il tributo diretto che il regno doveva versare nelle casse del re per il decennio successivo, e le modalità di riparto fra i contribuenti.
Durante il periodo sabaudo gli stamenti non furono convocati mai più, con la singola eccezione dell'autoconvocazione nel 1793, e la quantificazione ed il riparto del donativo furono affidate a trattative dirette con le tre prime voci.

## Ruolo sociale
Benché gli stamenti fossero rappresentativi di tutta la società, la loro composizione tendeva a sovra-rappresentare gl'interessi delle classi dirigenti. Ciononostante al loro interno si affermarono spesso i più importanti elementi dell'élite politica ed intellettuale della società sarda, come Vincenzo Bacallar alla fine del XVII secolo o Francesco Ignazio Mannu e Gerolamo Pitzolo nel XVIII solo per fare alcuni esempi.
Inoltre se le dinamiche sociali all'interno del regno potevano in certi casi avere natura di dialettica fra classi sociali diverse, nel rapporto con la corte gli interessi dei vari ceti sociali tendevano a coincidere. A supporto di questa coincidenza ci sono per esempio il vasto consenso che raccolse Agostino di Castelvì, marchese di Laconi e capo carismatico della società sarda nelle vicende che portarono all'''affaire'' Camarassa negli anni 1660, come anche le numerose petizioni che arrivarono da tutta la società sarda allo stamento militare nel 1793.